# Царевич Алексей (фильм)
«Царевич Алексей» — художественный фильм Виталия Мельникова 1997 года о драме взаимоотношений Петра I и его сына Алексея Петровича. По сюжету романа Д. С. Мережковского «Пётр и Алексей».
Второй фильм (по хронологии исторических событий первый) исторической трилогии Виталия Мельникова «Империя. Начало».

## Сюжет
Алексей Петрович показан человеком, который стыдится своего венценосного отца и лишь хочет жить обычной жизнью. При этом он, согласно создателям фильма, был тихим и богобоязненным человеком, который не желал смерти Петру I и смены власти в России. Но в результате дворцовых интриг он был оклеветан, за что был замучен своим отцом, а его товарищи были казнены.

## В ролях
- Алексей Зуев — царевич Алексей Петрович
- Виктор Степанов — царь Пётр I
- Наталья Егорова — Екатерина I
- Станислав Любшин — граф Пётр Толстой
- Владимир Меньшов — Меншиков, Александр Данилович
- Екатерина Кулакова — Ефросинья
- Михаил Кононов — Федоска
- Леон Немчик — граф Шёнборн[нем.]
- Людмила Зайцева — Евдокия Лопухина
- Евгений Гаврилин — Румянцев
- Андрей Мартынов — Афанасич
- Изиль Заблудовский — лекарь
- Альфред Шаргородский — Яков Долгорукий
- Анатолий Петров — Кикин
- Виктор Смирнов — Долгорукий
- Валерий Дегтярь — Макаров
- Мацей Ковалевский — император Карл VI
- Валерий Филонов — денщик царя
- Степан Половцев — Петруша
- Полина Петелина — Аня
- Елена Ляшко — Лиза
- Фёдор Стуков — Изопка — Алексей Юрьев (нет в титрах)

## Факты
В 1918 году по этому сюжету уже был снят одноимённый фильм режиссёром Ю. Желябужским.

## Награды и номинации
- 1997 — Кинофестиваль «Виват кино России!» в Санкт-Петербурге (Приз прессы и Приз за лучшую режиссуру — Виталий Мельников.
- 1997 — Кинофестиваль «Окно в Европу» в Выборге (Главный приз за лучший фильм, Диплом за лучшую актёрскую работу — Алексей Зуев, Приз «Поддержка в прокате» — Виталий Мельников)
- 1997 — Кинофестиваль русских фильмов в Онфлере (Гран-при — Виталий Мельников)
- 1998 — Кинофестиваль «Литература и кино» в Гатчине (Спец. приз жюри — Виталий Мельников)
- 1999 — Премия деловых кругов «Кумир» (В номинации «Надежда года» — Алексей Зуев)
- 1998 — 3 премии «Ника»: Лучшая работа художника по костюмам, Лучший звук, Лучшая работа художника-постановщика; номинация: Лучшая мужская роль (Алексей Зуев)[1]